# لويس دوس ريس
لويس دوس ريس (Luís dos Reis) (مواليد 1 فبراير 1962) هو مدرب كرة قدم.

## وصلات خارجية
- لويس دوس ريس على موقع قاعدة بيانات كرة القدم.إي يو (الإنجليزية)
- لويس دوس ريس على موقع Soccerway.com (الإنجليزية)

- J.League Data Site (باليابانية)